# سجن المقر الرئيسي
يشير مصطلح سجن المقر الرئيسي أو سجن المقر الرئيسي (بالإنجليزية: Headquarter Jail)‏ إلى أحد السجون (عادة سجن مركزي) في دائرة (مجموعة من السجون) في أي مقاطعة من مقاطعات باكستان، حيث يتم تكليف المشرف أو الضابط المسؤول بالسلطات الإدارية والمالية لتعيين ونقل وترقية الحراس لجميع السجون التي تقع في الدائرة المذكورة. وفي البنجاب (باكستان)، انتقلت هذه الصلاحيات إلى القادة الإقليميين، أي نائب المفتش العام للسجون في المنطقة، بعد إنشاء أربع مناطق للسجون في المقاطعة ومناصب القادة الإقليميين عام 2004.

## روابط خارجية
- الموقع الرسمي لسجون البنجاب (باكستان)